# Lisdexamfétamine
La lisdexamfétamine est un produit chimique. Le dimésylate de lisdexamfétamine (LDX) est la prodrogue de la dextroamphétamine.
Son utilisation pharmaceutique est autorisée dans le traitement d'un trouble déficitaire de l'attention/hyperactivité (TDAH).
La Food and Drug Administration autorise également son emploi chez l'adulte pour remédier au syndrome d'hyperphagie incontrôlée (en anglais : binge eating disorder).

## Histoire
La lisdexamfétamine fut développée par New River Pharmaceuticals en partenariat avec Shire Pharmaceuticals (racheté par Takeda en 2018). L’objectif annoncé est alors de développer une alternative ayant un potentiel d’abus plus faible et une durée d’action plus longue que les psychostimulants disponibles pour le traitement du TDAH. Des analystes notent à cette époque que le produit phare de Shire pour cette indication, l’Adderall XR, est sur le point de tomber dans le domaine public.
En 2007, Shire acquiert New River Pharmaceuticals et commercialise la molécule sous le nom de Vyvanse aux États-Unis. D’abord uniquement indiqué chez l’enfant, Vyvanse est approuvé pour le TDAH de l’adulte en 2008 par la Food and Drug Administration. La molécule est introduite sur le marché canadien en 2010.
En 2012, les ventes de Vyvanse augmentent deux fois plus vite que la moyenne de celles des médicaments du TDAH aux États-Unis. La même année, Shire obtient une autorisation de mise sur le marché dans huit pays européens à l’issue d’une procédure décentralisée (Allemagne, Danemark, Espagne, Finlande, Irlande, Norvège, Royaume-Uni et Suède). La molécule est commercialisée en Suisse en 2014 sous le nom de Elvanse par OpoPharma Vertriebs AG, partenaire commercial de Shire jusqu’à son rachat par Takeda.
En 2015, la FDA approuve la lisdexamfétamine pour le traitement du syndrome d'hyperphagie incontrôlée (Binge Eating Disorder). Shire conserve le nom de Vyvanse pour commercialiser son médicament dans cette indication.
Après avoir obtenu une autorisation de mise sur le marché en mai 2020, Takeda rend disponible la lisdexamfétamine dans les pharmacies belges via sa filiale Shire Pharmaceuticals Ireland en novembre 2021. La molécule est alors disponible dans une dizaine de pays européens, mais pas en France (sauf ATU).
En 2023, la FDA autorise les premières versions génériques de la lisdexamfétamine, mettant ainsi fin à l'exclusivité détenue jusqu'alors par Takeda sur cette molécule.
La lisdexamfétamine est commercialisée à travers le monde sous les noms suivants (liste non exhaustive) : Aduvanz (version adulte en Norvège), Elvanse (UE, UK et Suisse), Samexid (Chili), Tyvense (Irlande), Venvanse (Brésil), Vyvanse (Australie, Canada, États-Unis, Japon, Singapour), Xurta (France).

## Indications
Les spécialités pharmaceutiques à base de lisdexamfétamine sont autorisées dans le traitement d'un trouble déficitaire de l'attention/hyperactivité (TDAH),,.
La Food and Drug Administration autorise également son emploi chez l'adulte pour remédier au syndrome d'hyperphagie incontrôlée (en anglais : binge eating disorder).
En Belgique, la lisdexamfétamine est indiquée dans le traitement du TDAH chez les enfants de 6 à 18 ans non-répondeurs au méthylphénidate (traitement de deuxième ligne). Elle n’était pas officiellement pas indiquée dans le traitement du TDAH au-delà de 18 ans au début de sa commercialisation dans ce pays, bien que l’usage de psychostimulants chez les adultes atteints de TDAH y existait (possibilité laissée au médecin de faire une prescription off-label). En mars 2021, le Conseil Supérieur de la Santé de Belgique a recommandé l'usage du méthylphénidate et de la lisdexamfétamine en première intention chez l’adulte souffrant de TDAH, se basant sur deux directives étrangères : une émanant du National Institute for Health and Care Excellence (Royaume-Uni) (NICE NG87), ainsi que celle de la Zorgstandaard ADHD (Pays-Bas). En 2023, Takeda modifie le résumé des caractéristiques du produit de Elvanse ainsi que sa notice destinée aux patients belges afin d'y indiquer que la lisdexamfétamine est également indiquée dans le cadre d’une prise en charge globale du TDAH chez les adultes présentant des symptômes de TDAH préexistants dans l’enfance. Contrairement aux enfants, une réponse jugée cliniquement insuffisante à un traitement antérieur par méthylphénidate n'est pas mentionnée comme une condition préalable à la prescription de lisdexamfétamine, ce qui semble être en phase avec les recommandations du Conseil Supérieur de la Santé qui recommande son usage en première intention chez cette catégorie de patients.

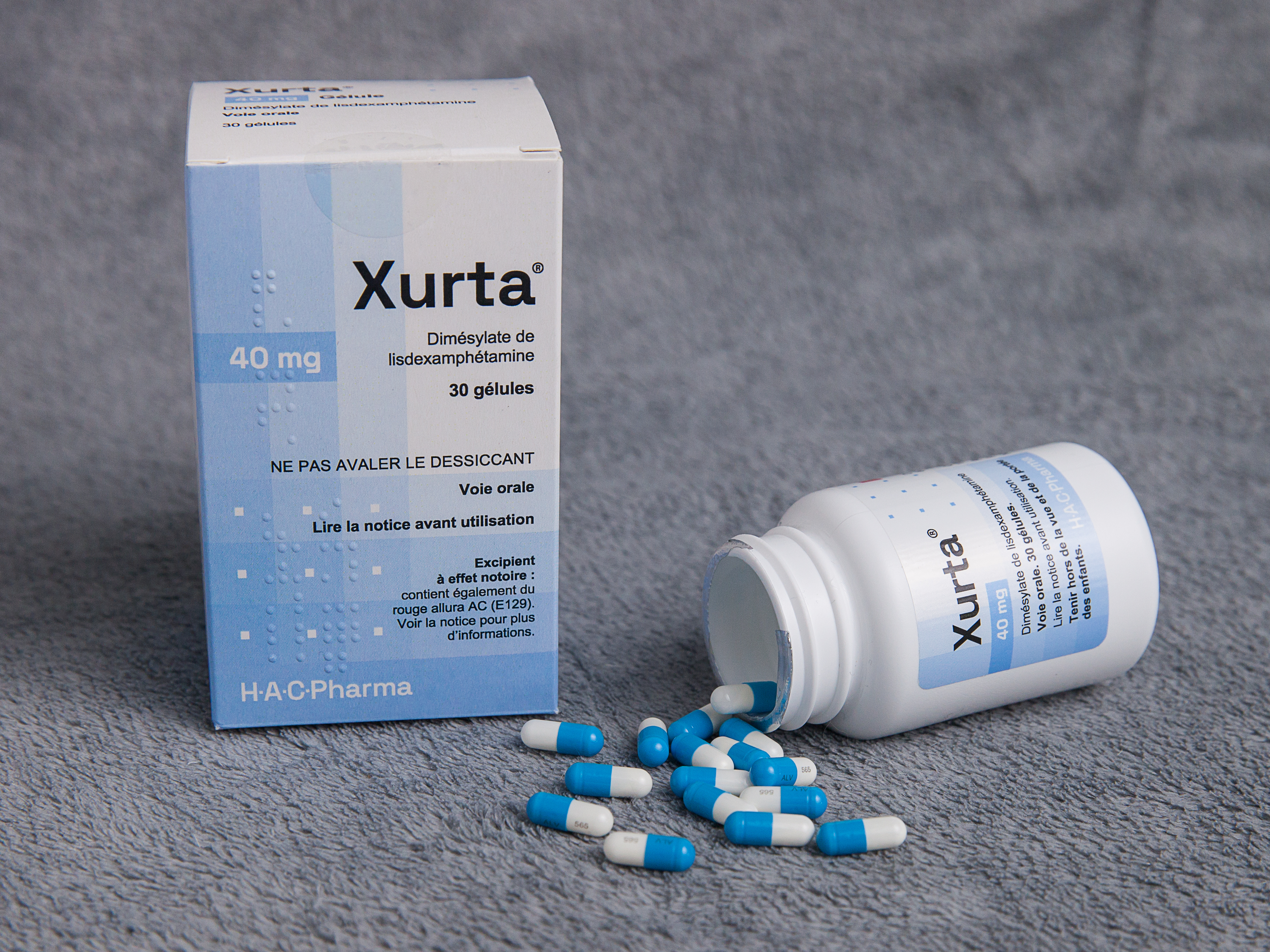
Boite de Xurta, France, 2025

En France, la lisdexamfétamine est commercialisée sous le nom de XURTA depuis le 7 juillet 2025. Elle est indiquée dans le cadre d’une prise en charge globale du trouble du déficit de l’attention avec ou sans hyperactivité (TDAH) chez l’enfant à partir de 6 ans, en cas d’échec d’un traitement antérieur par le méthylphénidate, ainsi que chez l’adulte présentant des symptômes persistants depuis l’enfance. Le traitement doit être instauré par un spécialiste et intégré à un accompagnement éducatif, psychologique et social. Son usage nécessite une évaluation rigoureuse du profil du patient, de la sévérité des symptômes et du risque de mésusage.

## Effets secondaires et interactions médicamenteuses

### Inhibition et induction enzymatique in vitro et in vivo
Le dimésylate de lisdexamphétamine n'a pas manifesté d'inhibition des isoformes du CYP450 CYP1A2, CYP2A6, CYP2C8, CYP2C9, CYP2C19, CYP2D6 et CYP3A4 dans des microsomes hépatiques humains ni d'induction du CYP1A2, CYP2B6 ou CYP3A4/5 dans des cultures d'hépatocytes frais humains in vitro.
Une étude clinique in vivo avec le dimésylate de lisdexamphétamine (70 mg) n'a pas montré d'effet clinique notable sur la pharmacocinétique de médicaments qui sont métabolisés par le CYP1A2 (caféine), le CYP2D6 (dextrométhorphan), le CYP2C19 (oméprazole) et le CYP3A4 (midazolam).
Des études in vitro réalisées avec des microsomes hépatiques humains indiquent une inhibition mineure du CYP2D6, CYP1A2 et CYP3A4 par amphétamine, le métabolite actif de la lisdexamphétamine, ou par un ou plusieurs de ses métabolites.
In vitro, le dimésylate de lisdexamphétamine ne s'est révélé ni un substrat ni un inhibiteur de la P-glycoprotéine (P-Gp) et des interactions cliniques avec des médicaments qui sont transportés par la P-Gp sont donc improbables.

### Substances dont le taux sanguin peut être influencé par Elvanse
Guanfacine à libération prolongée : dans une étude d'interactions médicamenteuses, l'utilisation de guanfacine à libération prolongée combinée avec Elvanse a augmenté de 19 % la concentration plasmatique maximale de guanfacine, tandis que l'exposition (l'aire sous la courbe concentration-temps: ASC ou AUC) augmente de 7 %. Ces modifications mineures ne devraient pas être cliniquement significatives. Dans cette étude, aucune conséquence n'a été observée après l'administration simultanée de guanfacine à libération prolongée et d'Elvanse sur l'exposition à la dexamphétamine.
Venlafaxine à libération prolongée : dans une étude d'interactions médicamenteuses, l'utilisation de 225 mg de venlafaxine à libération prolongée, un substrat du CYP2D6, en combinaison avec 70 mg d'Elvanse, a entraîné une diminution de 9 % de la valeur de la Cmax et une diminution de 17 % de l'AUC pour le métabolite actif primaire, l'O-desméthylvenlafaxine, ainsi qu'une augmentation de 10 % de la Cmax et une augmentation de 13 % de l'AUC pour la venlafaxine. Elvanse (dextroamphétamine) peut agir comme un inhibiteur faible sur le CYP2D6. Compte tenu du fait que la venlafaxine et l'O-desméthylvenlafaxine sont équipotentes, leur effet combiné sur les paramètres pharmacocinétiques AUC et Cmax est pratiquement annulé. Ces faibles modifications ne devraient pas être cliniquement significatives. Dans cette étude, on n'a pas observé de conséquence sur l'exposition à la dexamphétamine après l'utilisation simultanée de venlafaxine à libération prolongée et d'Elvanse.

### Substances et conditions qui modifient la valeur du pH urinaire et agissent sur l'élimination urinaire et la demi-vie de l'amphétamine
L'acide ascorbique et d'autres principes actifs ainsi que d'autres conditions qui acidifient l'urine augmentent l'élimination urinaire et diminuent la demi-vie de l'amphétamine. Le bicarbonate de sodium et d'autres principes actifs et conditions qui alcalinisent l'urine diminuent l'élimination urinaire et augmentent la demi-vie de l'amphétamine.

### Inhibiteurs de la monoamine oxydase (IMAO)
Elvanse ne doit pas être administré simultanément avec des antidépresseurs IMAO ou avant que 14 jours se soient écoulés à la suite de l'arrêt du traitement avec un IMAO car cela peut augmenter la libération de noradrénaline et d'autres monoamines.
Ceci peut entraîner des céphalées graves et d'autres signes d'une crise hypertensive. Peuvent également survenir toute une série d'effets neurologiques toxiques et une hyperpyrexie (hyperthermie) maligne avec parfois une issue fatale. (voir «Contre-indications»).

### Médicaments sérotoninergiques
Un syndrome sérotoninergique survient rarement en lien avec l'administration d'amphétamines, telles que Elvanse, lorsque le médicament est administré en concomitance avec des médicaments sérotoninergiques, y compris les inhibiteurs sélectifs de la recapture de la sérotonine (ISRS) et les inhibiteurs de la recapture de la sérotonine et de la noradrénaline (IRSN). Un syndrome sérotoninergique a été rapporté en lien avec un surdosage par les amphétamines, dont Elvanse (voir «Surdosage»).

### Substances dont l'effet peut être diminué par les amphétamines
Antihypertenseurs : les amphétamines peuvent diminuer l'effet de la guanéthidine et d'autres antihypertenseurs.

### Substances dont l'effet peut être potentialisé par les amphétamines
Les amphétamines potentialisent l'effet analgésique des analgésiques narcotiques.

### Substances qui peuvent diminuer l'effet des amphétamines
Chlorpromazine : la chlorpromazine bloque les récepteurs de la dopamine et de la noradrénaline et inhibe ainsi l'effet stimulant central des amphétamines.
Halopéridol : l'halopéridol bloque les récepteurs de la dopamine et inhibe ainsi l'effet stimulant central des amphétamines.
Carbonate de lithium : les effets anorexigènes et stimulants des amphétamines peuvent être inhibés par le carbonate de lithium.

### Interactions médicamenteuses/interactions avec les analyses de laboratoire
Les amphétamines peuvent entraîner une augmentation considérable du taux de corticostéroïdes dans le plasma. Cette augmentation est maximale le soir. Les amphétamines peuvent perturber la détermination des stéroïdes urinaires.
Le résumé des caractéristiques du produit (RCP) du dimésylate de lisdexamfétamine reprend dans un tableau tous les effets indésirables issus des études cliniques ainsi que les annonces spontanées,.
Par convention, les groupes de fréquence sont :
- très fréquent : ≥1⁄10 ;
- fréquent : ≥1⁄100 à <1⁄10 ;
- occasionnel : ≥1⁄1000 à <1⁄100 ;
- rare : ≥1⁄10000 à <1⁄1000 ;
- très rare : <1⁄10000 ;
- fréquence inconnue : ne peut être estimée sur la base des données disponibles.

Systèmes et classes d'organes sont établis selon la classification MedDRA.
| Système/classe d'organes                                                     | Effets indésirables                    | Enfants (6 à 12 ans) | Adolescents (13 à 17 ans) | Adultes              |
| ---------------------------------------------------------------------------- | -------------------------------------- | -------------------- | ------------------------- | -------------------- |
| Affections du système immunitaire                                            | Réaction anaphylactique                | Fréquence non connue | Fréquence non connue      | Fréquence non connue |
| Affections du système immunitaire                                            | Hypersensibilité                       | Occasionnel          | Fréquence non connue      | Occasionnel          |
| Troubles du métabolisme et de la nutrition                                   | Diminution de l'appétit                | Très fréquent        | Très fréquent             | Très fréquent        |
| Troubles du métabolisme et de la nutrition                                   | Anorexie                               | Fréquent             | Fréquent                  | Fréquent             |
| Troubles psychiatriques                                                      | Insomnie                               | Très fréquent        | Très fréquent             | Très fréquent        |
| Troubles psychiatriques                                                      | Excitation                             | Occasionnel          | Occasionnel               | Fréquent             |
| Troubles psychiatriques                                                      | Angoisse                               | Occasionnel          | Occasionnel               | Fréquent             |
| Troubles psychiatriques                                                      | Logorrhée                              | Occasionnel          | Occasionnel               | Occasionnel          |
| Troubles psychiatriques                                                      | Diminution de la libido                | Sans objet           | Non rapporté              | Fréquent             |
| Troubles psychiatriques                                                      | Dépression                             | Occasionnel          | Occasionnel               | Occasionnel          |
| Troubles psychiatriques                                                      | Tic                                    | Fréquent             | Occasionnel               | Occasionnel          |
| Troubles psychiatriques                                                      | Labilité émotive                       | Fréquent             | Fréquent                  | Occasionnel          |
| Troubles psychiatriques                                                      | Dysphorie                              | Occasionnel          | Fréquence non connue      | Occasionnel          |
| Troubles psychiatriques                                                      | Euphorie                               | Fréquence non connue | Occasionnel               | Occasionnel          |
| Troubles psychiatriques                                                      | Hyperactivité psychomotrice            | Fréquent             | Occasionnel               | Fréquent             |
| Troubles psychiatriques                                                      | Dermatillo-manie                       | Occasionnel          | Occasionnel               | Occasionnel          |
| Troubles psychiatriques                                                      | Épisodes psychotiques                  | Fréquence non connue | Fréquence non connue      | Fréquence non connue |
| Troubles psychiatriques                                                      | Manie                                  | Occasionnel          | Fréquence non connue      | Occasionnel          |
| Troubles psychiatriques                                                      | Hallucinations                         | Occasionnel          | Occasionnel               | Fréquence non connue |
| Troubles psychiatriques                                                      | Agressivité                            | Fréquent             | Occasionnel               | Fréquence non connue |
| Affections du système nerveux                                                | Céphalées                              | Très fréquent        | Très fréquent             | Très fréquent        |
| Affections du système nerveux                                                | Vertiges                               | Fréquent             | Fréquent                  | Fréquent             |
| Affections du système nerveux                                                | Agitation                              | Occasionnel          | Occasionnel               | Fréquent             |
| Affections du système nerveux                                                | Tremblement                            | Occasionnel          | Fréquent                  | Fréquent             |
| Affections du système nerveux                                                | Somnolence                             | Fréquent             | Occasionnel               | Occasionnel          |
| Affections du système nerveux                                                | Crise convulsive                       | Fréquence non connue | Fréquence non connue      | Fréquence non connue |
| Affections du système nerveux                                                | Dyskinésie                             | Fréquence non connue | Fréquence non connue      | Occasionnel          |
| Affections oculaires                                                         | Vision trouble                         | Occasionnel          | Fréquence non connue      | Occasionnel          |
| Affections oculaires                                                         | Mydriase                               | Fréquent             | Occasionnel               | Fréquence non connue |
| Troubles cardiaques                                                          | Tachycardie                            | Occasionnel          | Fréquent                  | Fréquent             |
| Troubles cardiaques                                                          | Palpitation                            | Occasionnel          | Fréquent                  | Fréquent             |
| Troubles cardiaques                                                          | Cardiomyopathie                        | Fréquence non connue | Fréquence non connue      | Fréquence non connue |
| Organe respiratoire (affections respiratoires, thoraciques et médiastinales) | Dyspnée                                | Occasionnel          | Fréquent                  | Fréquent             |
| Troubles gastro-intestinaux                                                  | Sécheresse buccale                     | Fréquence non connue | Fréquence non connue      | Fréquence non connue |
| Troubles gastro-intestinaux                                                  | Diarrhée                               | Fréquent             | Fréquent                  | Fréquent             |
| Troubles gastro-intestinaux                                                  | Douleurs épigastriques                 | Très fréquent        | Fréquent                  | Fréquent             |
| Troubles gastro-intestinaux                                                  | Nausées                                | Fréquent             | Fréquent                  | Fréquent             |
| Troubles gastro-intestinaux                                                  | Vomissements                           | Fréquent             | Fréquent                  | Occasionnel          |
| Troubles hépatobiliaires                                                     | Hépatite à éosinophiles                | Fréquence non connue | Fréquence non connue      | Fréquence non connue |
| Affection de la peau et des tissus sous-cutanés                              | Hyperhidrose                           | Occasionnel          | Fréquence non connue      | Fréquent             |
| Affection de la peau et des tissus sous-cutanés                              | Urticaire                              | Occasionnel          | Occasionnel               | Occasionnel          |
| Affection de la peau et des tissus sous-cutanés                              | Éruption                               | Fréquent             | Occasionnel               | Occasionnel          |
| Affection de la peau et des tissus sous-cutanés                              | Angio-œdème                            | Fréquence non connue | Fréquence non connue      | Fréquence non connue |
| Affection de la peau et des tissus sous-cutanés                              | Syndrome de Stevens-Johnson            | Fréquence non connue | Fréquence non connue      | Fréquence non connue |
| Troubles généraux et anomalies au site d'administration                      | Irritabilité                           | Fréquent             | Fréquent                  | Fréquent             |
| Troubles généraux et anomalies au site d'administration                      | Fatigue                                | Fréquent             | Fréquent                  | Fréquent             |
| Troubles généraux et anomalies au site d'administration                      | Nervosité                              | Occasionnel          | Occasionnel               | Fréquent             |
| Troubles généraux et anomalies au site d'administration                      | Pyrexie (fièvre)                       | Fréquent             | Occasionnel               | Occasionnel          |
| Investigations                                                               | Augmentation de la pression artérielle | Occasionnel          | Fréquent                  | Fréquent             |
| Investigations                                                               | Perte de poids                         | Très fréquent        | Très fréquent             | Fréquent             |
| Troubles des organes de reproduction et des seins                            | Dysfonction érectile                   | Sans objet           | Occasionnel               | Fréquent             |